# Sharas (huyện)
Huyện Sharas là một huyện thuộc tỉnh Hajjah, Yemen. Đến thời điểm năm 2003, huyện này có dân số 15707 người